# Казарма 156 км
Каза́рма 156 км — упразднённый посёлок сельского типа в Верхнебуреинском районе Хабаровского края России. Входил в состав Тырминского городского поселения. Упразднён в 2011 году. Ныне урочище казарма 156 километр.

## География
Расположен в западной части края, в лесной местности, вблизи реки Яурин.
климат
Лето в районе короткое и тёплое. Максимальная летняя температура доходит до + 35 градусов по Цельсию. Среднегодовая температура отрицательная и находится в пределах от — 1,5 градуса до — 4,0 градуса по Цельсию. Продолжительность безморозного периода колеблется от 60 до 100 дней в году. Годовое количество осадков в районе 600—900 мм.

## Инфраструктура
Путевое хозяйство участка Байкало-Амурской магистрали.

## Транспорт
Автомобильный (просёлочная дорога) и железнодорожный транспорт.